# La Princesse Sen
Pour plus de détails, voir Fiche technique et Distribution.
La Princesse Sen (千姫, Sen-hime) est un film japonais réalisé par Keigo Kimura, sorti en 1954.

## Synopsis
Pendant l'ère des Royaumes combattants du Japon, la princesse Sen se retrouve assiégée au château d'Osaka par son propre grand-père...

## Fiche technique
- Titre : La Princesse Sen
- Titre original : 千姫 (Sen-hime?)
- Réalisation : Keigo Kimura
- Scénario : Fuji Yahiro
- Musique : Fumio Hayasaka
- Photographie : Kōhei Sugiyama
- Production : Masaichi Nagata
- Société de production : Daiei
- Pays d'origine :  Japon
- Langue originale : japonais
- Genres : Drame et historique
- Durée : 95 minutes[1] (métrage : onze bobines - 2 598 m[1])
- Dates de sortie : 
  - Japon : 20 octobre 1954[1]
  - France : 1er février 1956[2]

## Distribution
- Machiko Kyō : la princesse Sen
- Kenji Sugawara : Shinroku Yuasa
- Shinobu Araki : Kanbei Sakazaki
- Chieko Higashiyama : Yodo gimi
- Raizō Ichikawa : Hideyori Toyotomi
- Kan Ishii : Hidetada Tokugawa
- Rumiko Komachi : Kōbai
- Sachiko Mine : Ochobo
- Takashi Mita : Heihachirō Honda
- Shintarō Nanjō : Shin'nojō Kamei
- Eigorō Onoe : Jinbei Kagawa
- Eitarō Shindō : Masanobu Honda
- Shōsaku Sugiyama : Zenkurō Mori
- Isao Yamagata : Dewanokami Sakasaki
- Denjirō Ōkōchi : Ieyasu Tokugawa

## Distinctions
Le film a été présenté en sélection officielle en compétition au Festival de Cannes 1955.